# Giro del Friuli 1985
Il Giro del Friuli 1985, dodicesima edizione della corsa, si svolse il 20 giugno 1985 su un percorso di 199,4 km, con partenza da Basalghelle, in Veneto, e arrivo a Sarone. La vittoria fu appannaggio dell'italiano Franco Chioccioli, che completò il percorso in 5h30'24", alla media di 36,211 km/h, precedendo il connazionale Francesco Moser e l'olandese Johan van der Velde.

## Ordine d'arrivo (Top 10)
| Pos. | Corridore                | Squadra                         | Tempo    |
| ---- | ------------------------ | ------------------------------- | -------- |
| 1    | Franco Chioccioli        | Maggi Mobili-Fanini             | 5h30'24" |
| 2    | Francesco Moser          | Gis-Gelati                      | s.t.     |
| 3    | Johan van der Velde      | Vini Ricordi-Pinarello-Sidermec | s.t.     |
| 4    | Marino Lejarreta         | Alpilatte                       | s.t.     |
| 5    | Gianbattista Baronchelli | Supermercati Brianzoli          | s.t.     |
| 6    | Vittorio Algeri          | Vini Ricordi-Pinarello-Sidermec | s.t.     |
| 7    | Claudio Corti            | Supermercati Brianzoli          | s.t.     |
| 8    | Mario Beccia             | Malvor-Bottecchia-Vaporella     | s.t.     |
| 9    | Elio Festa               | Santini-Krups-Conti-Galli       | a 0'05"  |
| 10   | Silvano Riccò            | Dromedario-Laminox-Fibok        | a 0'17"  |